# Флавій Скорп
Флавій Скорп (*Flavius Scorpus, бл. 68  —бл. 95) — один з видатніших давньоримських колісничих часів ранньої Римської імперії.

## Життєпис
Про походження відомо замало. Можливо народився в провінції Африка, або його предки. Ймовірно він або його предки були вільновідпущениками впливового роду Флавіїв, можливо, сам Скорп був колишнім рабом імператора Веспасіана.
Розпочав виступи у Колізеї ще молодою людиною. До 27 років вже здобув 2048 перемог (другий після Помпея Мускулоса), проте за заробленими грошима поступався більш вдалому колісничому Гаю Аппулею Діоклу, оскільки вигравав у проміжних виступах, а у фінальних час від часу поступався конкуренту. Одну зі своїх епіграм Марціал присвятив саме Скорпу. Ймовірно, загинув під час чергових перегонів.